# 꽃과 나무
꽃과 나무(Flowers And Trees)는 미국에서 제작된 버트 길렛 감독의 1932년 애니메이션 영화이다. 월트 디즈니가 제작에 참여하였다. 이 영화는 수년에 걸쳐 2컬러 테크니컬러 영화들이 나온 이후 풀컬러 3스트립 테크니컬러 공정으로 제작된, 상업적으로 처음 개봉한 영화이다. 유니언 아티스츠에 의해 1932년 7월 30일 극장 개봉하였다.